# Richard Garfield
Richard Garfield é o designer de jogos estadunidense que criou jogos de cartas como Magic: the Gathering, Netrunner, BattleTech, Vampire: The Eternal Struggle e jogos de tabuleiro como RoboRally e King of Tokyo. 
Magic: the Gathering é o jogo de maior sucesso e é um dos jogos de TCG mais famosos do mundo.
Garfield supervisionou o crescimento bem sucedido de  Magic  e seguiu-o com outros projetos de jogos. Garfield também projetou o CCG  Netrunner [base para o atual jogo de cartas vivo (LCG) Android: Netrunner], bem como BattleTech, Vampire: The Eternal Struggle (originalmente conhecido como Jyhad), Star Wars Trading Card Game, o jogo de cartas The Great Dalmuti, e o jogo de tabuleiro RoboRally. Ele também criou uma variação do jogo de cartas Hearts chamado Complex Hearts. Garfield tornou-se apaixonado por jogos quando jogou Dungeons & Dragons, então ele criou as plataformas  Magic  para serem personalizáveis, como personagens de roleplay.  Garfield e Magic estão no Hall da fama Adventure Gaming.